# Manuel Antín
Manuel Carlos Antin, en espagnol : Manuel Carlos Antín, né le 27 février 1926 à Las Palmas et mort le 5 septembre 2024 à Buenos Aires, est un romancier, dramaturge, poète et réalisateur argentin. Il est surtout connu pour sa carrière cinématographique, au cours de laquelle il a réalisé douze longs métrages entre 1960 et 1982, dont La cifra impar et Don Segundo Sombra.
En 1983, sous la présidence de Raúl Alfonsín, il est nommé directeur de l'Institut national du cinéma et des arts audiovisuels. Il dirige actuellement l'Universidad del Cine, une académie d'études universitaires qu'il a fondée en 1991. Il est membre de l'Académie des arts et des sciences cinématographiques d'Argentine.

## Biographie
Son premier engagement dans le cinéma se fait en tant que coscénariste des courts métrages Contracampo (1958) et Luz, cámara, acción (1959) de Rodolfo Kuhn. En 1962, il réalise son premier long métrage, La cifra impar, d'après la nouvelle Cartas de Mamá de Julio Cortázar. Dans deux de ses films suivants, il travaille à nouveau sur des textes de cet écrivain : Circe (1964) et Intimidad de los parques (1965). Entre-temps, il adapte au cinéma son propre roman inédit Los venerables todos (1962) avec Lautaro Murúa, Fernanda Mistral et Walter Vidarte, pour son deuxième long métrage et qui est présenté au Festival de Cannes. Le film n'est jamais distribué et reste perdu pendant des décennies, jusqu'à ce qu'une découverte fortuite conduise à sa restauration et à sa première au Festival de Mar del Plata en 2015. Tout au long des années 1960, sa filmographie est liée au mouvement cinématographique argentin connu sous le nom de « Generación del '60 », esthétiquement apparenté à la Nouvelle Vague française.
Toujours dans les années 1960, il réalise une série de documentaires pour la télévision intitulée Los argentinos, consacrée à des personnalités argentines telles que notamment Benito Quinquela Martín, Ernesto Sábato, Bernardo Houssay, Amadeo Carrizo et Leopoldo Torre Nilsson. À deux reprises, il essaie de porter à l'écran le roman Adán Buenosayres de Leopoldo Marechal, mais diverses autorités de l'Instituto de Cine lui refusent les crédits nécessaires.
Dans les années soixante-dix, il réalise La sartén por el mango, pour la télévision, puis entame son cycle de films historiques : Don Segundo Sombra, en 1969, adaptation du roman éponyme de Ricardo Güiraldes ; Juan Manuel de Rosas en 1972 et Allá lejos y hace tiempo, en 1978. Entre-temps, il a tourné l'adaptation cinématographique de la pièce de théâtre La sartén por el mango de Javier Portales. Son dernier film est La invitación (L'invitation), tourné en 1982, d'après un roman de Beatriz Guido.
Dans les années soixante-dix, il réalise La sartén por el mango, pour la télévision, puis entame son cycle de films historiques : Don Segundo Sombra, en 1969, adaptation du roman éponyme de Ricardo Güiraldes ; Juan Manuel de Rosas en 1972 et Allá lejos y hace tiempo, en 1978. Entre-temps, il tourne l'adaptation cinématographique de la pièce de théâtre La sartén por el mango de Javier Portales. Son dernier film est La invitación, réalisé en 1982, d'après un roman de Beatriz Guido.
De 1983 à la fin du gouvernement de Raúl Alfonsín, Manuel Antín dirige l'Instituto Nacional de Cine y Artes Audiovisuales (Institut national du cinéma et des arts audiovisuels), donnant ainsi un coup de fouet au cinéma argentin, qui se remet de la dictature de Videla (1976-1983). Au cours de ces années, le cinéma argentin est largement diffusé au niveau international par le biais  de manifestations et de participations à des festivals. En outre, il réussit à obtenir le premier décret signé par Alfonsín pour annuler la censure qui avait été appliquée pendant des années par l'Ente de Calificación Cinematográfica (Agence de classification des films) aux films sortis dans le pays. Il favorise également le développement de coproductions avec plusieurs pays, principalement l'Espagne.
En 1991, il fonde l'Universidad del Cine, une institution destinée à l'enseignement de l'art cinématographique, où sont formés de nombreux réalisateurs actuels du cinéma argentin.
En 2011, Manuel Antín reçoit le prix Condor d'argent pour sa carrière, décerné par l'Asociación de Cronistas Cinematográficos et, en juillet 2018, la reconnaissance de sa carrière de cinéaste accordée par la DAC (Directores Argentinos Cinematográficos) à l'occasion du 60e anniversaire de l'association. En novembre 2019, une semaine en hommage aux différentes facettes de sa carrière lui est consacrée à la Casa de América de Madrid. Il y participe à trois colloques avec l'écrivain Alan Pauls, sur le cinéma et la littérature, avec la journaliste Mariángeles Fernández et le cinéaste Diego Sabanés, sur la collaboration créative avec Julio Cortázar, et avec le scénariste Nicolás Saad, la réalisatrice Lupe Pérez García et la responsable culturelle Andrea Guzmán, sur la contribution des écoles de cinéma à la formation des metteurs en scène.

### Activité de romancier, de dramaturge et de poète
Dans sa jeunesse, Manuel Antín travaille comme scénariste pour la télévision dans des séries telles que El amor tiene cara de mujer et dans des revues de bandes dessinées publiées par Editorial Abril, où il a côtoyé des auteurs tels qu'Héctor Oesterheld. Il a écrit deux romans : Alta la luna et Los venerables todos, qu'il a lui-même porté à l'écran, des pièces de théâtre telles que El ancla de arena, Una ficticia verdad, No demasiado tarde, La desconocida en el bar et La sombra desnuda. Ses œuvres poétiques comptent notamment La torre de la mañana, Sirena y espiral et Poemas de dos ciudades.

## Filmographie
(septembre 2024).
 Sauf indication contraire, les informations mentionnées dans cette section peuvent être confirmées par la base de données cinématographiques IMDb,  présente dans la section « Liens externes ».

### Réalisateur
- La invitación (1982)
- Allá lejos y hace tiempo (1978)
- La sartén por el mango (1972)
- Juan Manuel de Rosas (1972)
- Don Segundo Sombra (1969), présenté en sélection officielle en compétition au Festival de Cannes 1970[4].
- Ese milagro llamado Racin (court-métrage - 1967)
- Castigo al traidor (1966)
- Psique y sexo (1965) Épisode : La estrella del destino.
- Intimidad de los parques (1965)
- Circe (1964)
- La cifra impar (1962)
- Les Solitaires (1962), présenté en sélection officielle en compétition au Festival de Cannes 1963[5].
- Biografías (court-métrage - 1960)

### Scénariste
- La invitación (1982)
- Allá lejos y hace tiempo (1978)
- La sartén por el mango (1972)
- Juan Manuel de Rosas (1972)
- Don Segundo Sombra (1969)
- Castigo al traidor (1966)
- Psique y sexo (1965)
- Intimidad de los parques (1965)
- Circe (1964)
- La cifra impar (1962)
- Les Solitaires (1963)
- Biografías (court-métrage - 1960)
- Luz, cámara, acción (court-métrage - 1959)
- Contracampo  (court-métrage - 1958)

### Producteur
- Somos los mejores (1968)

## Prix et distinctions
| Année                                      | Catégorie                | Film               | Résultat |
| ------------------------------------------ | ------------------------ | ------------------ | -------- |
| Festival International de Cinéma de Venise | Meilleur premier film    | La cifra impar     | Lauréat  |
| Condor d'argent 1962                       | Meilleur réalisateur     | La cifra impar     | Lauréat  |
| Condor d'argent 1969                       | Meilleur réalisateur     | Don segundo sombra | Lauréat  |
| Condor d'argent 1969                       | Meilleur scénario adapté | Don segundo sombra | Lauréat  |

Il reçoit par ailleurs le prix Leopoldo Torre Nilsson de la Fundación Cinemateca Argentina pour l'ensemble de sa carrière en 1986, le prix Vittorio de Sica pour sa contribution à l'art cinématographique en 1988 et le Condor d'argent pour l'ensemble de sa carrière décerné par l'Asociación de Cronistas Cinematográficos de la Argentina en 2011.
Il est fait Chevalier de l'Ordre des Arts et des Lettres en 1987 et Commandeur de l'Ordre du Mérite de la République italienne en 1988
Il reçoit le  Prix Konex dans la discipline « Administrateurs publics » pour sa carrière en tant que directeur de l'INCAA en 1988, le prix de la réforme universitaire de l'université nationale de La Plata en 1991, le Grand prix de la trajectoire du Fondo Nacional de las Artes en 1993 et est nommé Personnalité exceptionnelle de la ville autonome de Buenos Aires dans le domaine de la culture, récompense décerné par l'assemblée législative de la ville autonome de Buenos Aires en 2019.
Le festival international de cinéma UBA décerne à Manuel Antin le titre de docteur honoris causa de l'université de Buenos Aires en juillet 2023. Ce titre honorifique, décerné à des personnalités ayant apporté une contribution importante dans leur domaine respectif, reconnaît l'excellence, la trajectoire, l'impact et l'engagement social et politique. Il s'agit de la plus haute distinction décernée par l'UBA.